# NOVO19
NOVO19, initialement connue sous ses noms de projet OFTV et Ouest-France TV, est une chaîne de télévision généraliste nationale gratuite française devant être lancée le 1er septembre 2025 sur le canal numéro 19 de la télévision numérique terrestre. La chaîne diffusée en clair se substitue à la place laissée vacante en 2021 par France 4, chaîne culture et spectacles ayant remplacé la chaîne nationale France Ô.
Comme T18, la chaîne NOVO19 bénéficie du non renouvellement d'autorisation d'émettre sur la TNT nationale française des deux anciennes chaînes nationales privées C8 et NRJ12 ayant cessé d'émettre le 1er mars 2025.

## Histoire

### Contexte et création
Le 24 juillet 2024, l'Autorité de régulation de la communication audiovisuelle et numérique (Arcom), cesse le renouvelement d'autorisation d'émettre sur la télévision numérique terrestre (TNT) des chaînes privées nationales C8 et de NRJ 12,, elle accorde ces canaux libérés, d'une part au projet présenté par le groupe SIPA Ouest-France nommé NOVO19 et d'autre part, à la chaîne privée T18. La chaîne NOVO19 est soutenue par l'Association pour le soutien des principes de la démocratie humaniste (ASPDH). En vue de son lancement fixé en septembre 2025, la chaîne envisage d'embaucher au moins 58 personnes en complément des 700 journalistes appartenant à la rédaction du quotidien régional, et engager des travaux au bâtiment du siège de Ouest France pour le préparer à accueillir la nouvelle chaîne, ses studios et équipements. En février 2025, la direction de l'antenne annonce que la régie publicitaire de la chaîne est confiée àTF1 Pub. Le 14 avril 2025, le nom définitif adopté par la chaîne, NOVO19, est dévoilé. Le 6 juin 2025, le canal 19 est réactivé après sa dernière exploitation remontant au 3 mai 2021 avec l'arrêt de la chaine Culturebox succédant à France Ô, ayant cessé d'émettre durant l'été 2020. Durant cette transition, une mire est diffusée, mentionnant que « La chaîne arrive sur le numéro 19 le 1er septembre 2025 ».

## Identités visuelles

### Logos

Logo du projet OFTV en 2024.
Logo de NOVO19 présenté en avril 2025.

### Slogans
- 2024 : « La vie, en vrai. »[9].

## Organisation

### Dirigeants
Le 2 octobre 2024, Guénaëlle Troly est nommée directrice générale de la chaîne.
En avril 2025, Camille Moreau, devient directrice de la programmation et antenne. Rodolphe Guignard, devient directeur des contenus de production originale. La directrice des acquisitions est Mathilde Escamilla. La directrice de la rédaction est Céline Monsallier. Le directeur marketing et communication est Sofian Biouti.

### Budget
Le budget annuel estimé initialement s'élève à 10 millions d'euros jusqu'en 2028.

### Siège

Logo du journal lié à la chaîne de télévision.

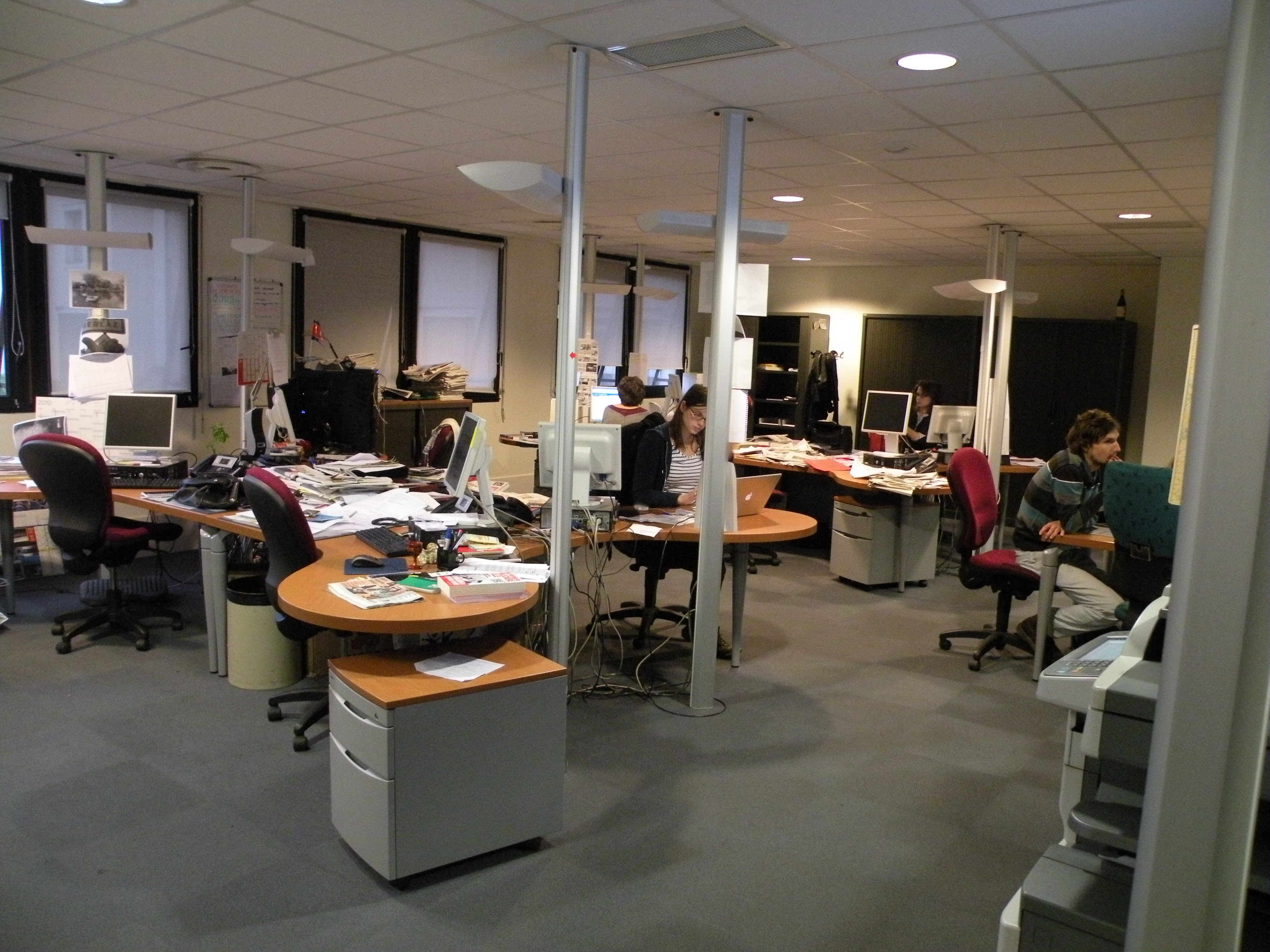
Une salle de rédaction locale du journal Ouest-France, dans la ville de Rennes.

NOVO19 s'implante en région, dans la ville de Rennes, le siège historique du journal Ouest-France,, à la différence des autres chaînes nationales de la TNT, généralement installées à Paris.

### Personnel
Pour son lancement, cinquante-huit postes sont prévus, dont une douzaine concernant la direction des contenus.

## Programmes
NOVO19 doit proposer plusieurs types de programmes :
- un talk-show, intitulé On a du nouveau[13], souhaitant mettre en avant « des gens qu’on ne voit pas à la télévision habituellement », précise le directeur du pôle audiovisuel. En février 2025, il est annoncé que le talk-show quotidien doit être réalisé par les sociétés de production Together Media de Renaud Le Van Kim et france.tv studio. Le talk-show d'une durée de 75 minutes devrait être présenté par Claire Arnoux, accompagnée du chroniqueur Claude Askolovitch et diffusé du lundi au vendredi vers 19 h[14],[15] ;
- des documentaires consacrés notamment aux métiers du territoire avec, par exemple, des pêcheurs, agriculteurs, entrepreneurs, etc.
- des divertissements inspirés de certaines productions retransmises sur les plateformes numériques ;
- de l’information avec une édition d'actualité quotidienne centrée sur la vie quotidienne, l’éducation aux médias et la lutte contre les fausses informations avec une émission dédiée ;
- une soirée de fiction française ;
- la retransmission d'événements sportifs souvent moins retransmis sur d'autres médias.

En résumé, la chaîne souhaite proposer « du direct, du magazine, des documentaires, de l'information, du divertissement, de la fiction, du cinéma et du sport ».

## Ligne éditoriale
D'après le directeur d'Ouest-France, la chaîne entend représenter « ce que vivent les Français et portera un regard à la fois divertissant et ancré dans le réel ».
La chaîne se donne aussi pour objectif de défendre la démocratie, la liberté d'information, la liberté de la presse et déclare s'intéresser particulièrement aux sujets et problématiques touchant à la ruralité ; en souhaitant également cibler les « jeunes adultes de 25 à 49 ans qui vivent en dehors des centres-villes ». François-Xavier Lefranc, président du directoire du groupe SIPA Ouest-France, déclare le 24 juillet 2024 sur France Info vouloir porter un projet de média « fédérateur, accessible à tous et créateur de cohésion dans les territoires ». Fabrice Bazard, directeur général du groupe, déclare que « le message qu'on veut passer, c'est une télévision qui parle des territoires mais qui est très incarnée avec beaucoup d'interactions, de partage, avec tous les citoyens. »,.

## Diffusion
Le début de la retransmission est prévue pour le 1er septembre 2025 au plan national sur la télévision numérique terrestre française ainsi que les réseaux censés reprendre son signal. NOVO19 se voit attribuer le canal numéro 19 de la TNT française.